# Acanthephippium bicolor
Acanthephippium bicolor är en orkidéart som beskrevs av John Lindley. Acanthephippium bicolor ingår i släktet Acanthephippium och familjen orkidéer. Inga underarter finns listade i Catalogue of Life.

## Bildgalleri

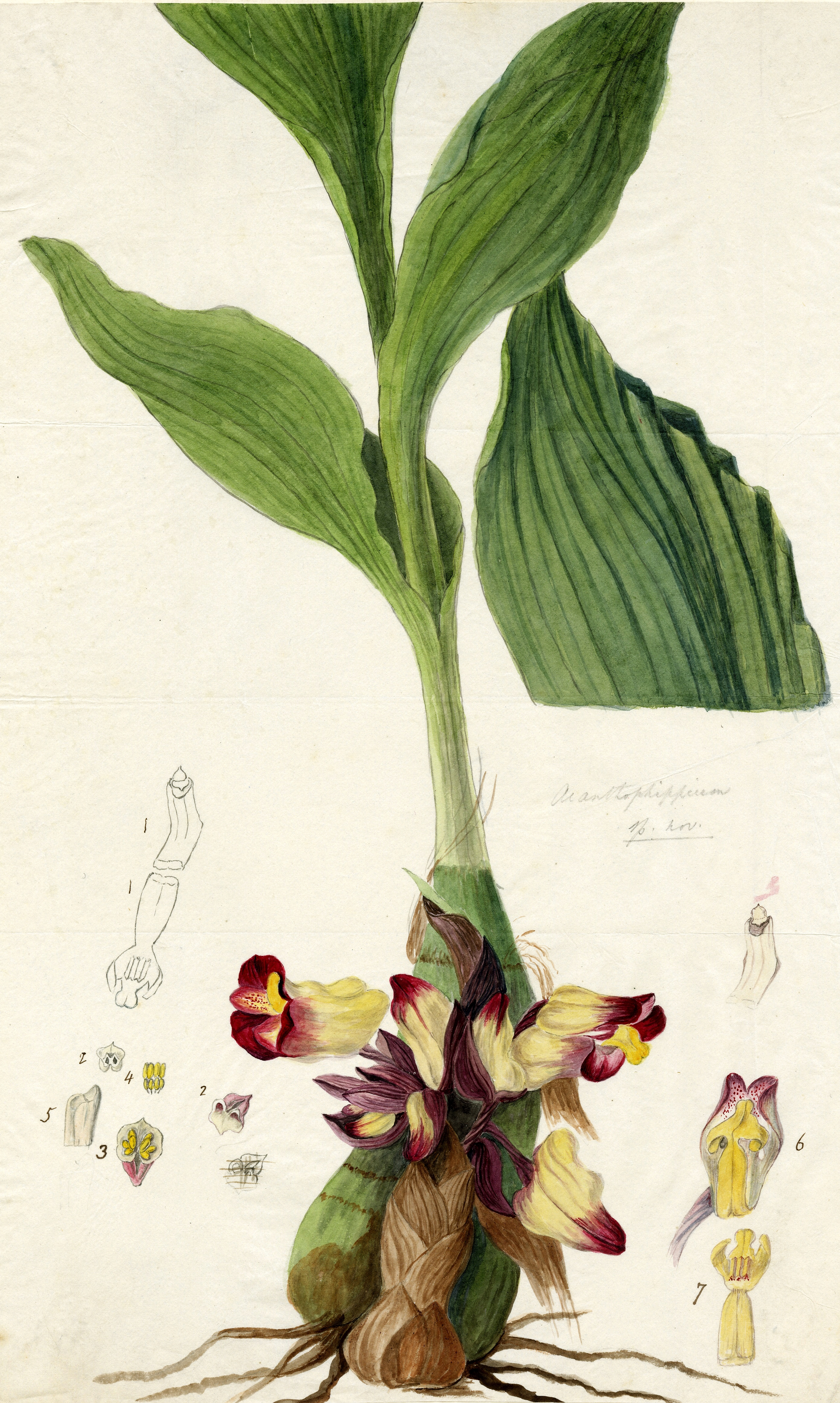
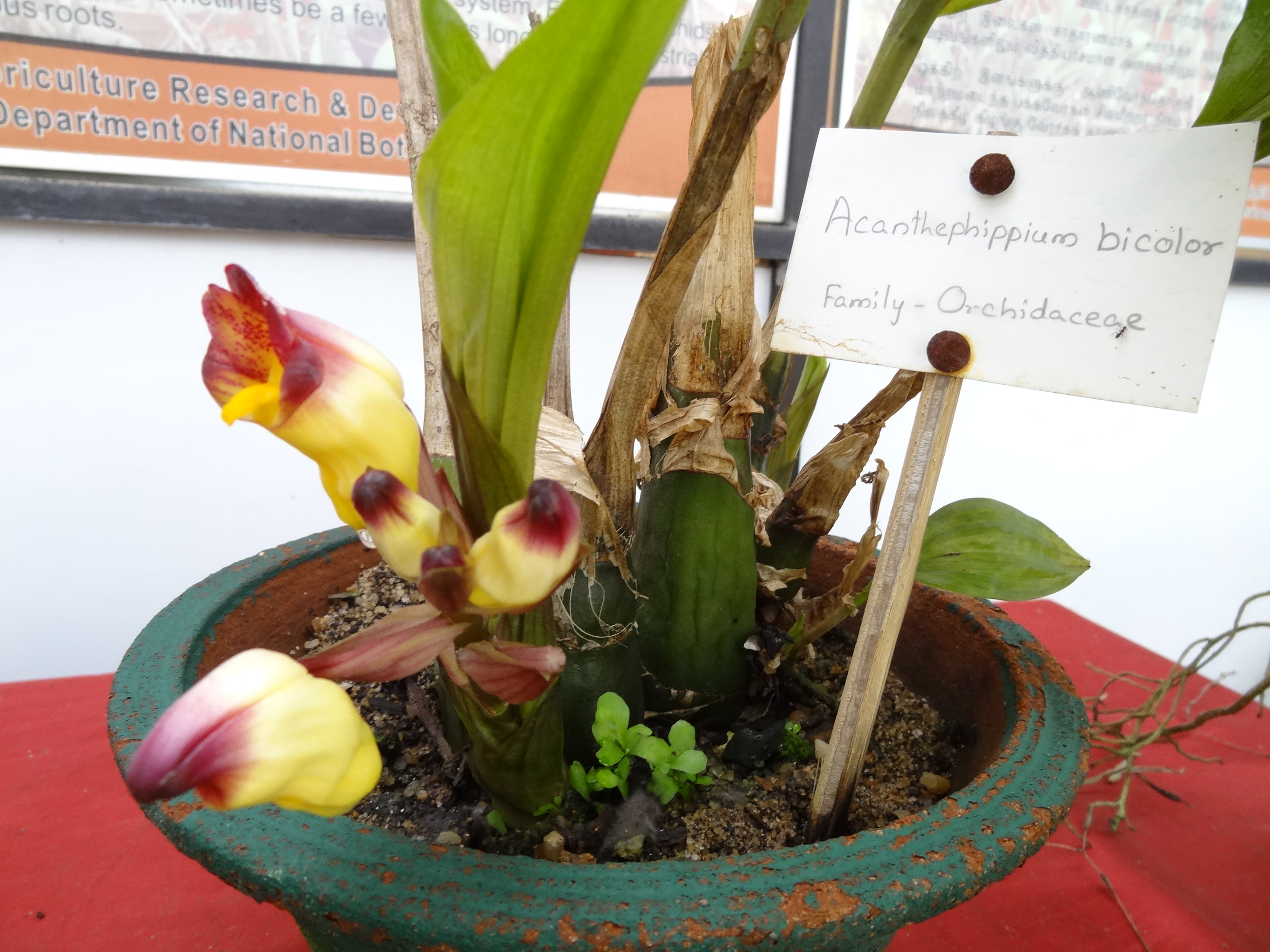